# Животът е в твоите ръце
„Животът е в твоите ръце“ (на руски: В твоих руках жизнь) е съветска драма от 1959 година, създадена по мотиви от очерка на Аркадий Сахнин „Ехото на войната“ и разказваща за подвизите на съветските сапьори.

## Сюжет
Курск, 1957 година. Години след края на Втората световна война на отряд сапьори е заповядано да разминират склад с боеприпаси, останал след оттеглянето на хитлеристките войски от града. Иаградения отново с много труд от руините град е изправен пред заплахата от мощен взрив...

## В ролите
- Олег Стриженов като капитан Дудин
- Йосиф Кутянский като Павел Степанович
- Виктор Чекмарьов като полковника
- Анатолий Юшко като Можаров
- Клара Лучко като Настя Ивльова
- Марина Стриженова като Полина, съпругата на Дудин
- Елена Корнилова като Катя
- Резо Чхеидзе като Пайчадзе
- Игор Ефимов като Банник
- Александър Афанасиев като Анулин
- Светлана Мазовецкая като работничката във фабриката
- Тулкун Таджиев като Хасанов
- Инна Фьодорова като съседката на Настя

## Интересни факти
По същото време е заснет още един филм със същия сценарий, лентата на Андрей Тарковски „Днес уволнение няма да има“.

## Номинации
- Номинация за Златен лъв за най-добър филм от Международния кинофестивал във Венеция през 1959 година.[1]